# إخصاب داخلي
الإخصاب الداخلي (بالإنجليزية: Internal fertilization) هو اتحاد خلية بويضة مع خلية حيوان منوي خلال التكاثر الجنسي داخل جسم الانثى. ولكي يحدث ذلك يجب أن يكون هناك طريقة للذكور لإدخال الحيوانات المنوية إلى الجهاز التناسلي للأنثى. في الثدييات والزواحف وبعض الطيور وبعض الأسماك وبعض المجموعات الأخرى من الحيوانات، يتم ذلك عن طريق الجماع، يجري إدخال القضيب أو غيره من الأعضاء المنغرسة في المهبل (في الثدييات) أو تجويف المذرق (في غير الثدييات). في معظم الطيور، يتم استخدام «قبلة المذرقية»، يجمع الطائران مذرقيهما معا أثناء عملية نقل الحيوانات المنوية. السلمندر والعناكب وبعض الحشرات وبعض الرخويات تتعهد الإخصاب الداخلي عن طريق نقل المحفظة المنوية «مجموعة من الحيوانات المنوية»، من الذكور إلى الإناث. وبعد الإخصاب، يتم وضع الأجنة في شكل بيوض في الكائنات التي تبيض، أو في الكائنات التي تلد، يستمر الجنين في التطور داخل الجهاز التناسلي للأم إلى أن يولد في وقت لاحق كصغير حي.

## طرق الإخصاب الداخلي
تسمى الإخصاب الذي يحدث داخل جسم الأنثى «التلقيح الداخلي في الحيوانات» من خلال الطرق المختلفة التالية:

### الجماع
والذي ينطوي على إدخال القضيب أو غيرها من الأعضاء المنغرسة في المهبل (في معظم الثدييات) أو المذرق في الكظاميات (الثدييات البدائية)، ومعظم الزواحف وبعض الطيور، والضفادع البرمائية ذات الذيل وبعض الأسماك، والديناصورات المنقرضة، وكذلك في غيرها من الحيوانات غير الفقارية.

### قبلة المذرقية
والتي تتمثل في أن اثنين من الحيوانات تتلامس مذرقيتاهما معا من أجل نقل الحيوانات المنوية من الذكور إلى الإناث. يتم حدوثه في معظم الطيور وفي زواحف التواترا، التي ليس لديها عضو منغرس.

### عبر محفظة منوية
تُنقل حافظة تحتوي على الحيوانات المنوية من الذكور إلى مذرق الأنثى. عادة، يتم تخزين الحيوانات المنوية في عضو حافظ (Spermatheca) على سطح المذرق حتى الحاجة إليه في وقت وضع البيض. يتم استخدام هذه الطريقة من قبل بعض الأنواع السمندل والنيوت، والعناكب، وبعض الحشرات وبعض الرخويات.

## الخروج
في مرحلة ما، يجب أن يخرج البيض النامي أو الجنين. هناك عدة طرق ممكنة للتكاثر. وهي تصنف عادة كما يلي:
- وضع البيض، كما هو الحال في معظم الحشرات والزواحف، الكظاميات، الديناصورات والطيور، جميعها تضع البيض الذي يستمر في التطور بعد أن وضعته الأم، ويفقس في وقت لاحق.[8]
- الولادة، كما هو الحال في جميع الثدييات تقريبا (مثل الحيتان وحيوانات الكنغر والبشر) فهي تحمل صغارها الأحياء. حيث يقضي الجنين المستمر في النمو المزيد من الوقت نسبيا داخل الجهاز التناسلي للأنثى. في وقت لاحق تتم ولادة الصغار حتى تتمكن من البقاء على قيد الحياة من تلقاء نفسها، مع كميات من المساعدة المتفاوتة من الوالد (الوالدين) من الأنواع المختلفة.[9]
- بيوضية ولودية، كما هو الحال في الثعبان السام، معظم الأفاعي، وصرصور مدغشقر المُهسهس، تنتج البيض (المحمي بقشرة) الذي يفقس فور وضعه، مما يجعلها تشبه عملية ولادة حية.[10]